# Àrabs cristians
Els àrabs cristians o cristians àrabs són aquelles persones que provenen de països de cultura i tradició àrab però que professen el cristianisme.
Hi ha un gran nombre d'àrabs cristians a la zona de l'Orient Mitjà i de l'Àfrica del Nord, en particular a Egipte, l'Iraq, Jordània, Líban, Síria i Israel.
Els emigrants de les comunitats àrabs cristianes constitueixen una part important de la diàspora del Pròxim Orient, amb grans concentracions de població a Amèrica, particularment a l'Argentina, Brasil, Xile, Colòmbia, República Dominicana, Equador, Mèxic, Perú i els Estats Units.

## Identitat
Els cristians àrabs són culturalment, lingüística i ètnicament àrabs, i seguidors de la fe cristiana. Els cristians àrabs ja tenien presència al món àrab abans del naixement de l'islam i la seva expansió per Àsia i Àfrica al segle vii.
La història dels cristians àrabs coincideix amb la història del cristianisme oriental i la història de la llengua àrab. Les comunitats cristianes àrabs resulten de comunitats cristianes preexistents que adopten la llengua àrab o de comunitats de parla àrab preexistents que adopten el cristianisme. Les jurisdiccions de tres dels cinc patriarcats de la Pentarquia es van convertir principalment en parlants àrabs després de les primeres conquestes musulmanes: l'Església d'Alexandria, l'Església d'Antioquia i l'Església de Jerusalem i, amb el temps molts dels seus adherents van adoptar la llengua i la cultura àrabs. Per altra banda, una sèrie dels primers regnes i tribus àrabs van adoptar el cristianisme, com els nabateus, làkhmides, gassànides (antic Iemen), salíhids, tanúkhids, i elsʿIbādī d'al-Hira. Tambe van arribar a l'antic País de Xam (actual regió de Siria).
Originàriament, hi van haver cristians que es convertiren a l'islam per diverses raons; el pagament de la jízia, un impost existent en certes dinasties musulmanes per als habitants no musulmans, o l'opressió exercida per part dels romans orientals envers la gran majoria àrab cristiana, ja sigui unitària, monofisita o arriana.
En els temps moderns, els àrabs cristians han tingut un paper important en el moviment Nahda, i han influït i contribuït significativament als camps de la literatura, la política, els negocis, la filosofia, la música, el teatre i el cinema, medicina i ciència. Avui els àrabs cristians encara tenen un paper important al món àrab i relatiu poder econòmic, educació i políticament moderats. Els emigrants de les comunitats àrabs cristianes també constitueixen una proporció significativa de la diàspora de l'Orient Mitjà. No obstant això, aquests emigrants, especialment americans de la primera onada d'emigració, sovint no han passat la llengua àrab als seus descendents.
El concepte d'identitat cristiana àrab continua sent controvertit, amb alguns grups cristians de parla àrab a l'Orient Mitjà, com ara assiris, armenis i altres, rebutjant una identitat àrab. Els individus de la comunitat copta d'Egipte i la comunitat maronita del Líban de vegades assumeixen una identitat no àrab.

## Història
La primera menció del Cristianisme en terres àrabs es produeix al Nou Testament, quan l'apòstol Pau de Tars es refereix al seu viatge a Aràbia després de la seva conversió (Gàlates, 1:15-17).
Més tard, Eusebi de Cesarea parla d'un bisbe anomenat Beril a la seu de Bosrà, on es realitza un concili.
Els cristians existeixen a les terres de parla àrab des del segle iii. Alguns experts suggeriren que Felip l'Àrab fou el primer emperador cristià de Roma. Al segle iv, un nombre significatiu de cristians ocuparen la península del Sinaí, Mesopotàmia i Aràbia. D'altres diuen que el primer governant cristià fou un àrab anomenat Abgar VIII d'Edessa, que fou convertit.
Al llarg de moltes èpoques de la història, els cristians àrabs han coexistit molt pacíficament amb els seus companys no-cristians de parla àrab, principalment els musulmans i els jueus. Àdhuc després de la ràpida expansió de l'islam des del segle vii en endavant, on molts cristians optaren per no convertir-se a l'islam.
Com en el «Poble del Llibre», els cristians de la regió gaudeixen de certs drets per la llei islàmica teòrica (xaria) per practicar llur religió sense interferències o persecucions, que fou, tanmateix, estrictament condicionat al pagament d'una quantitat especial de diners (tribut) obligat per als no musulmans (la jizya), en forma d'efectiu o béns, generalment es lliurava una gran quantitat d'animals, a canvi de la seva seguretat i llibertat de culte. L'impost no s'aplicava als esclaus, dones, nens, monjos, ancians, malalts, ermitans o pobres.
Hi ha moltes tribus àrabs que s'adheriren al Cristianisme des del segle i, inclosos els nabateus i els gassànides. Eren d'origen qahtanià i parla arabo-iemení, protegiren la frontera sud-oriental dels imperis romà i romà d'Orient al nord d'Aràbia.

## Doctrina
Així com els musulmans àrabs i jueus àrabs, els àrabs cristians es refereixen a Déu com Al·là, atès que aquesta és la paraula àrab per a "Déu". L'ús del terme en àrab Al·là, en les esglésies cristianes és anterior a l'islam en alguns segles. També perdura l'ús de la paraula "Al-Rab" o "El Senyor" d'ús més tradicional que Al·là per referir-se a Déu entre els cristians.
En temps més recents (sobretot des de mitjans 1800), alguns natius àrabs de la regió de Llevant han estat convertits a les esglésies protestants tradicionals més recents, també a les baptistes i metodistes. Això es deu principalment a l'afluència d'occidentals, sobretot nord-americans evangèlics i missioners.

## Actualitat
Segons l'experimentat columnista Ray Hanania, el nombre d'àrabs cristians s'ha reduït en aquestes darreres dècades a causa de la migració d'àrabs cristians a les seves terres d'origen a les nacions occidentals predominantment cristianes. A Jordània, un grup de clergues musulmans i cristians, polítics i periodistes estan posant en marxa una campanya per aconseguir que els àrabs cristians romanguin a llurs terres. Les estadístiques mostren que la població de cristians s'ha reduït notablement en comparació a fa 100 anys.
Els grups de cristians a l'Orient Mitjà solen ser poc nombrosos, desorganitzats i poc influents, a diferència dels grups extremistes jueus d'Israel o els musulmans radicals als països islàmics de la regió. D'aquesta manera, per exemple, el nombre de cristians a Terra Santa ha disminuït a causa de l'èxode de molts d'ells, fugint de l'escenari de conflicte entre Israel i Palstina i de l'assetjament del fonamentalisme islàmic als territoris palestins.

## Esglésies al món àrab

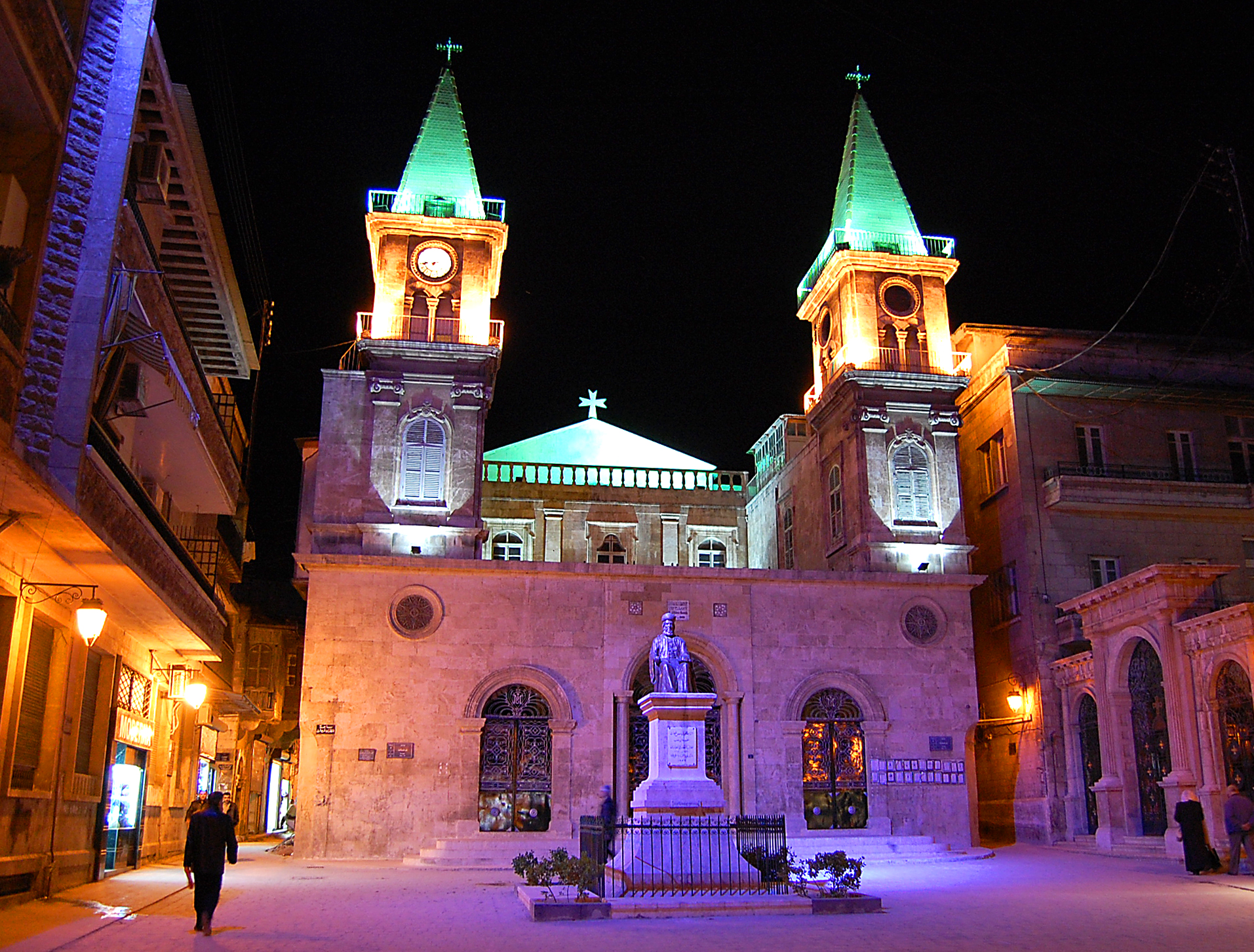
Alep, Síria.
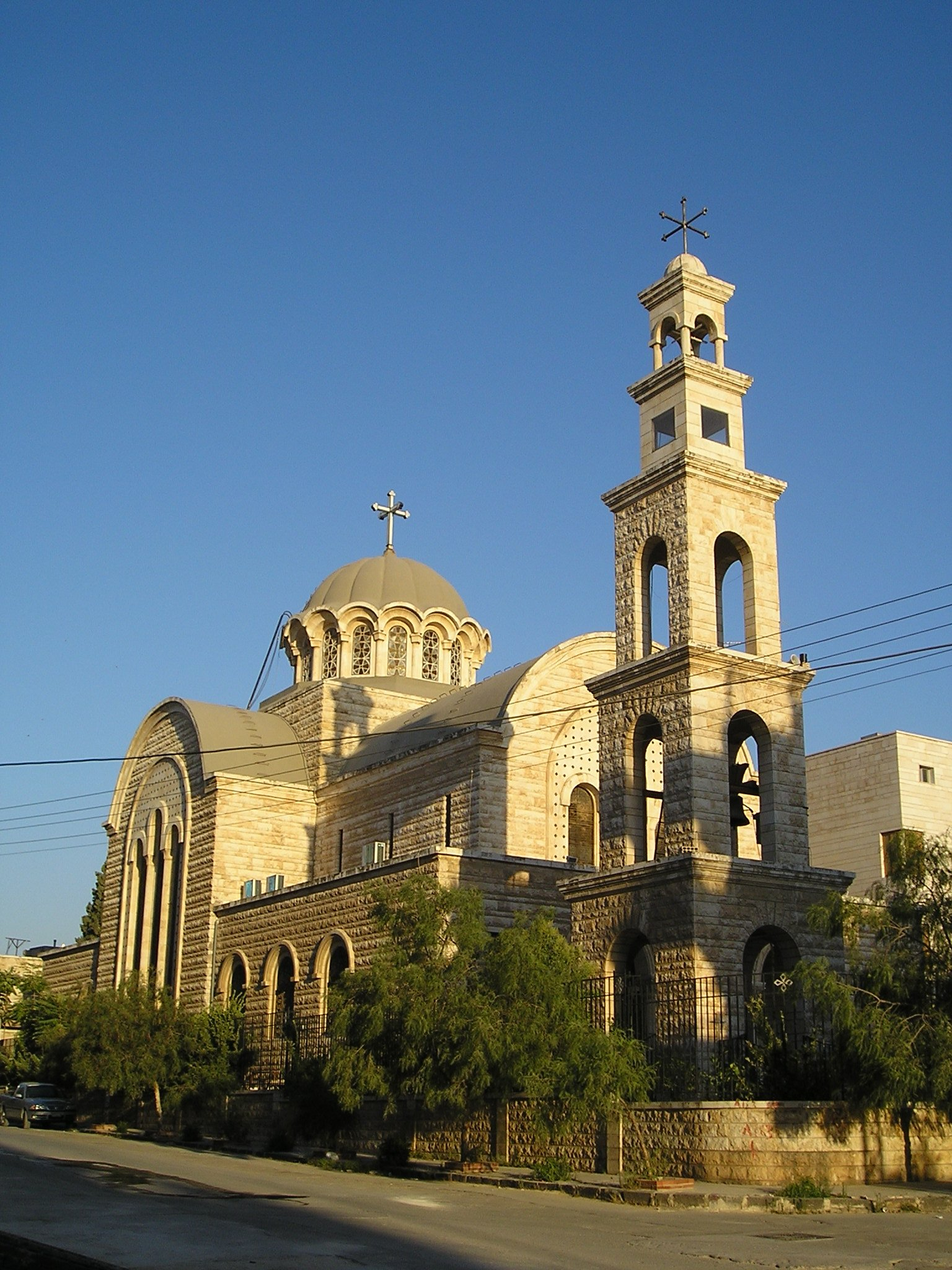
Hamma, Síria.
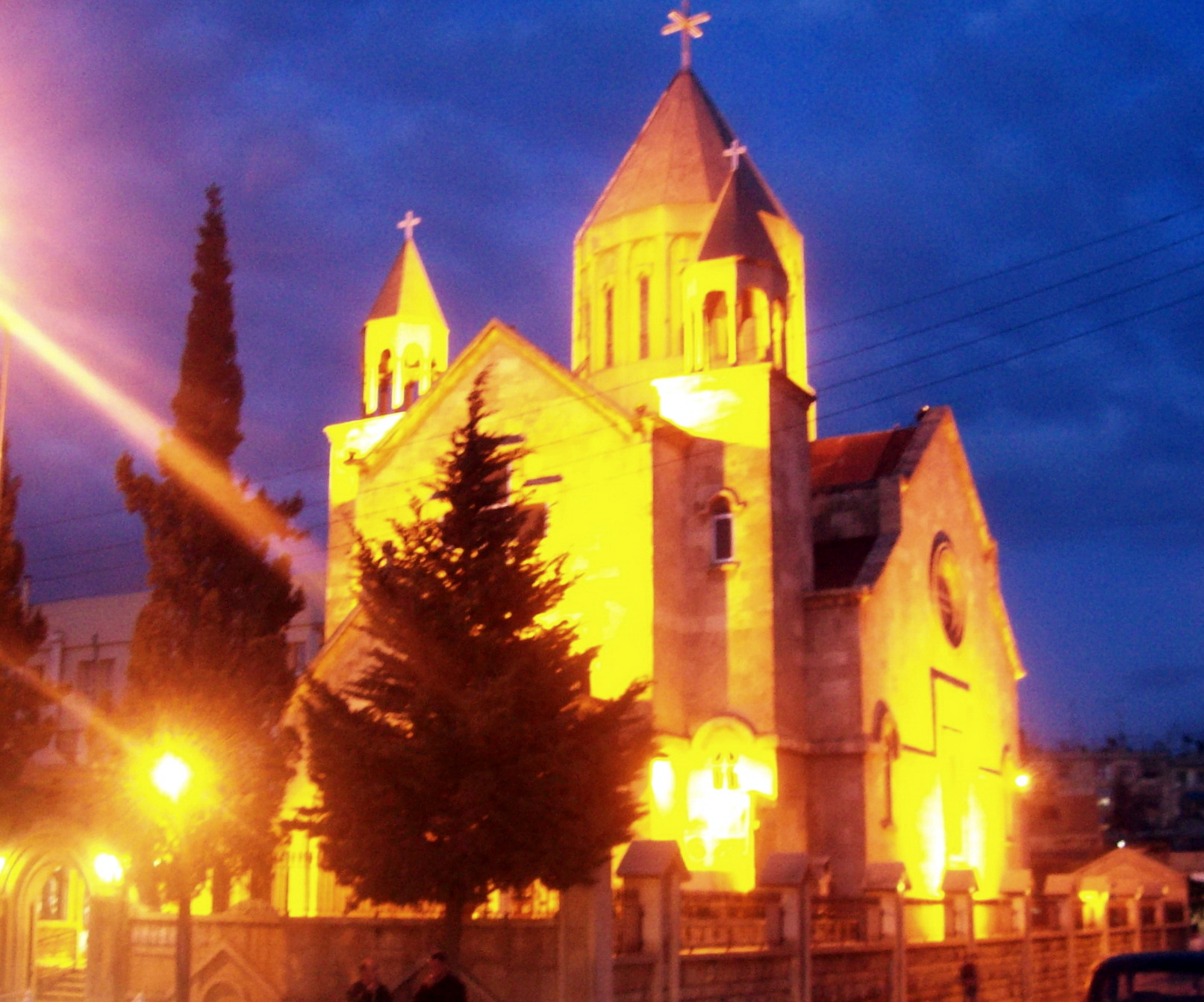
Alep, Síria.
Beirut, Líban.
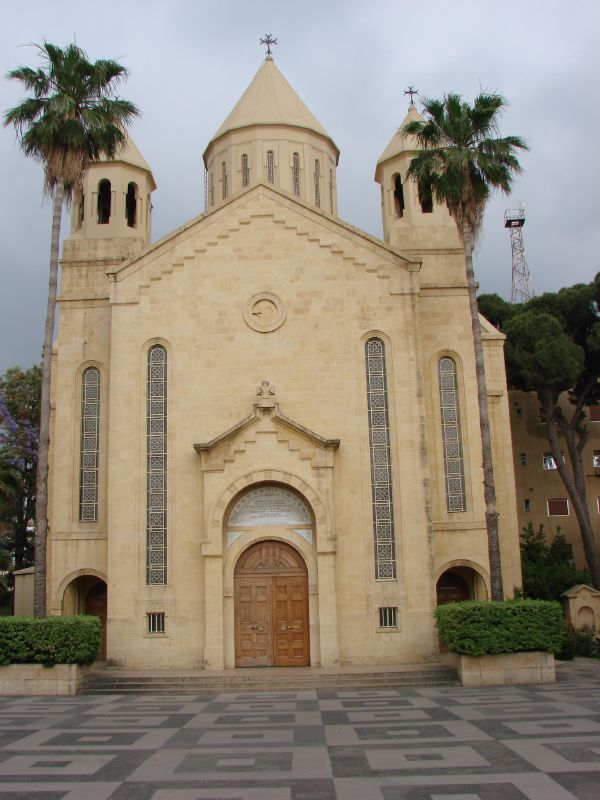
Antelias, Líban.
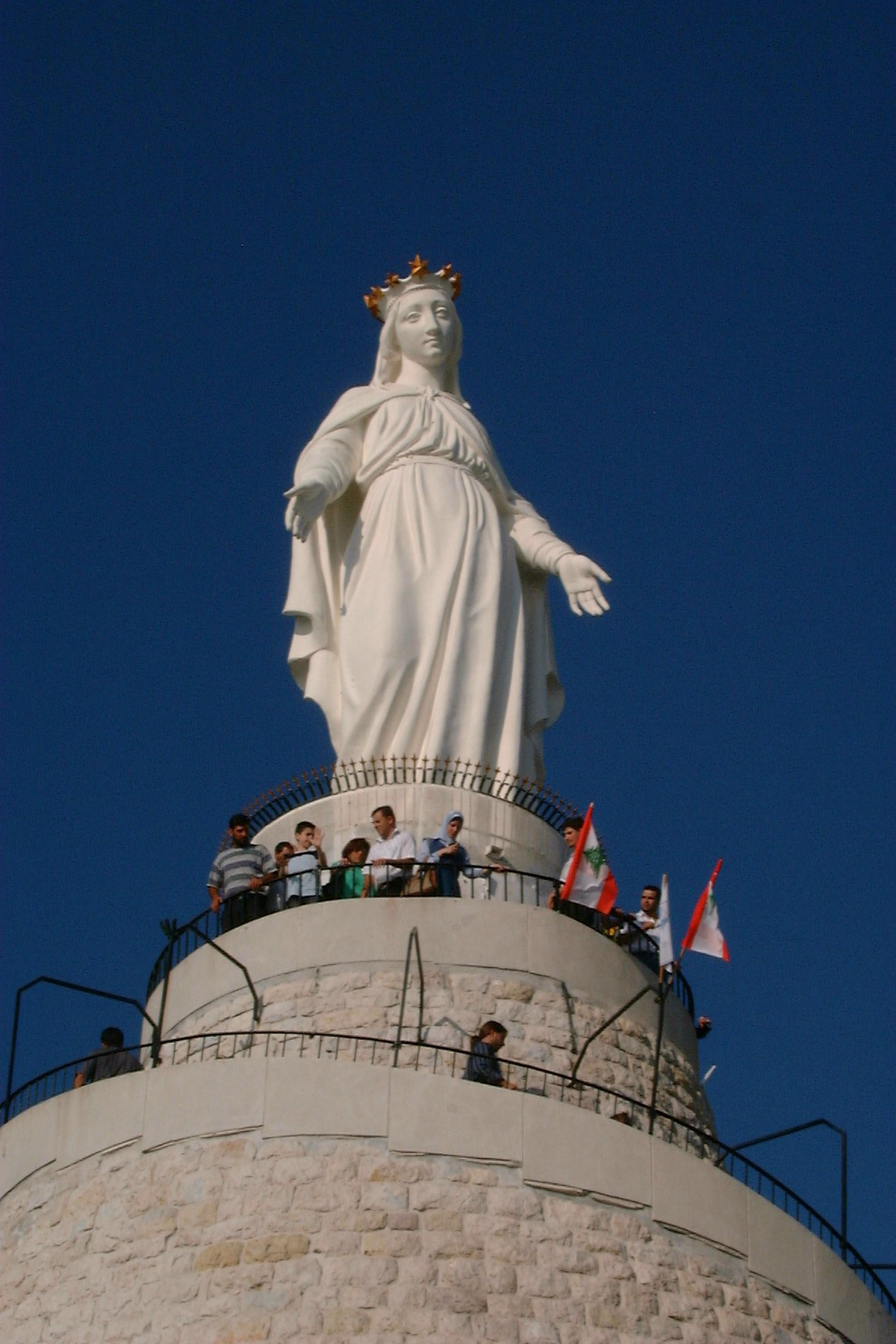
Harissa, Líban.
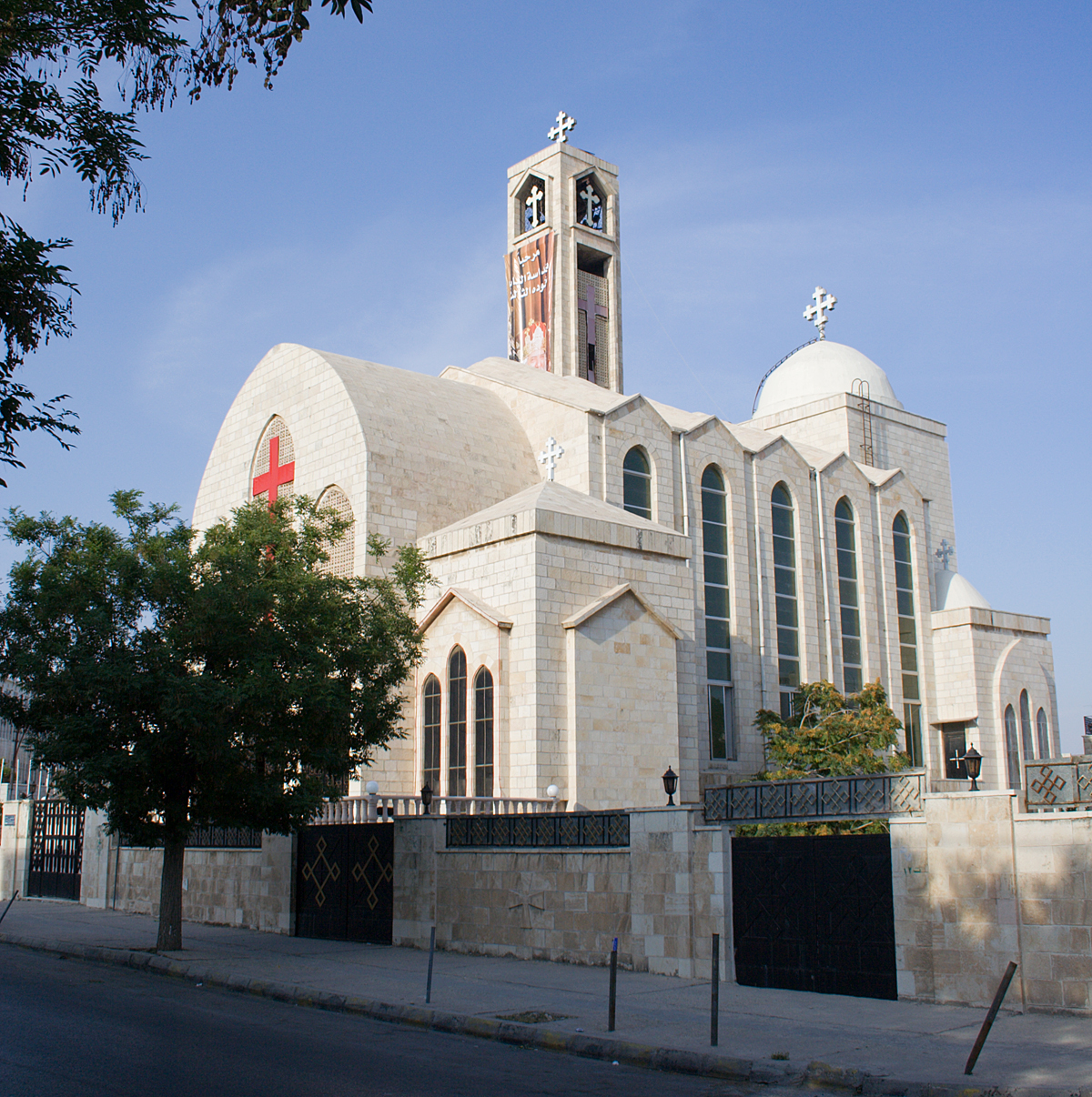
Amman, Jordània.
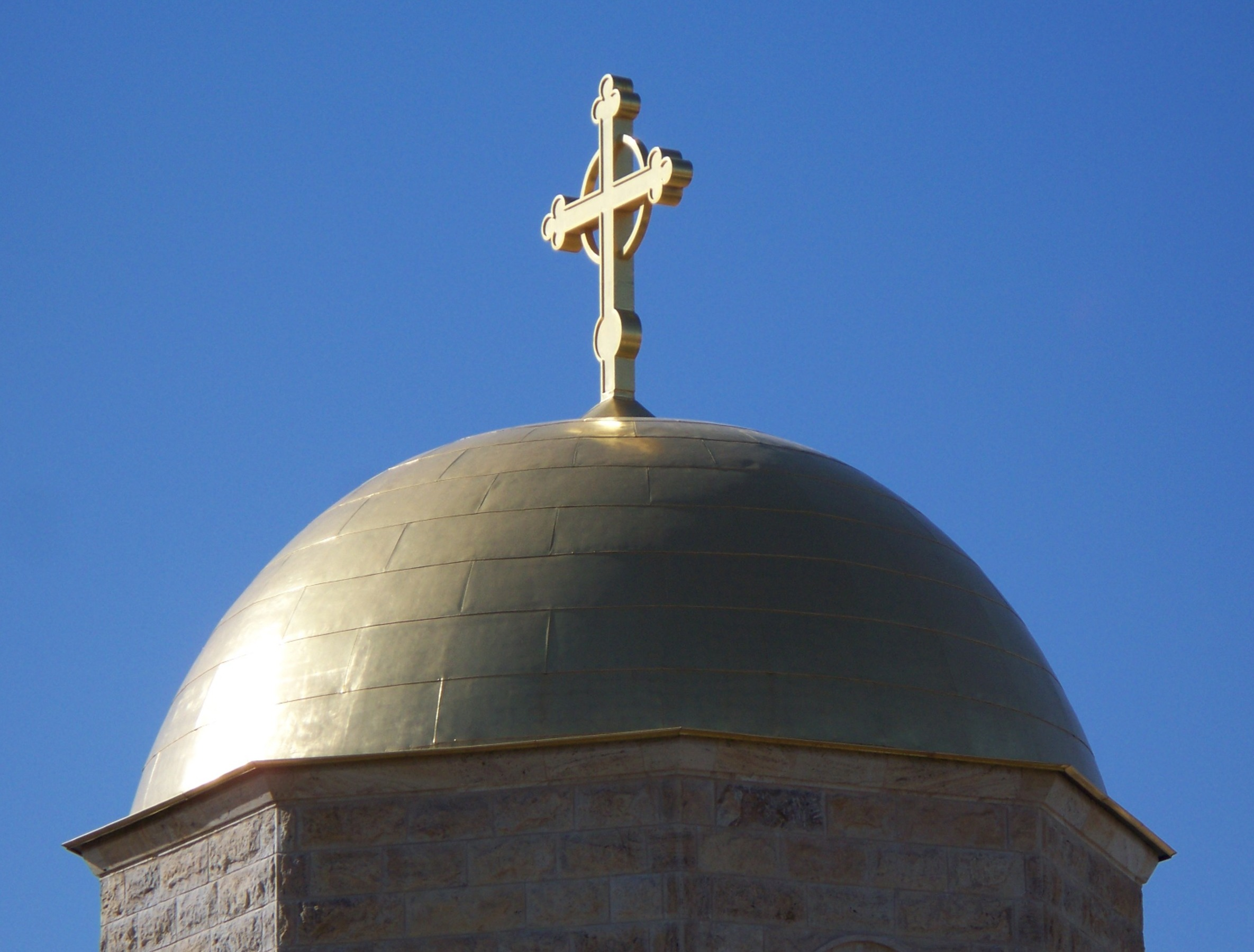
Riu Jordà, Jordània.
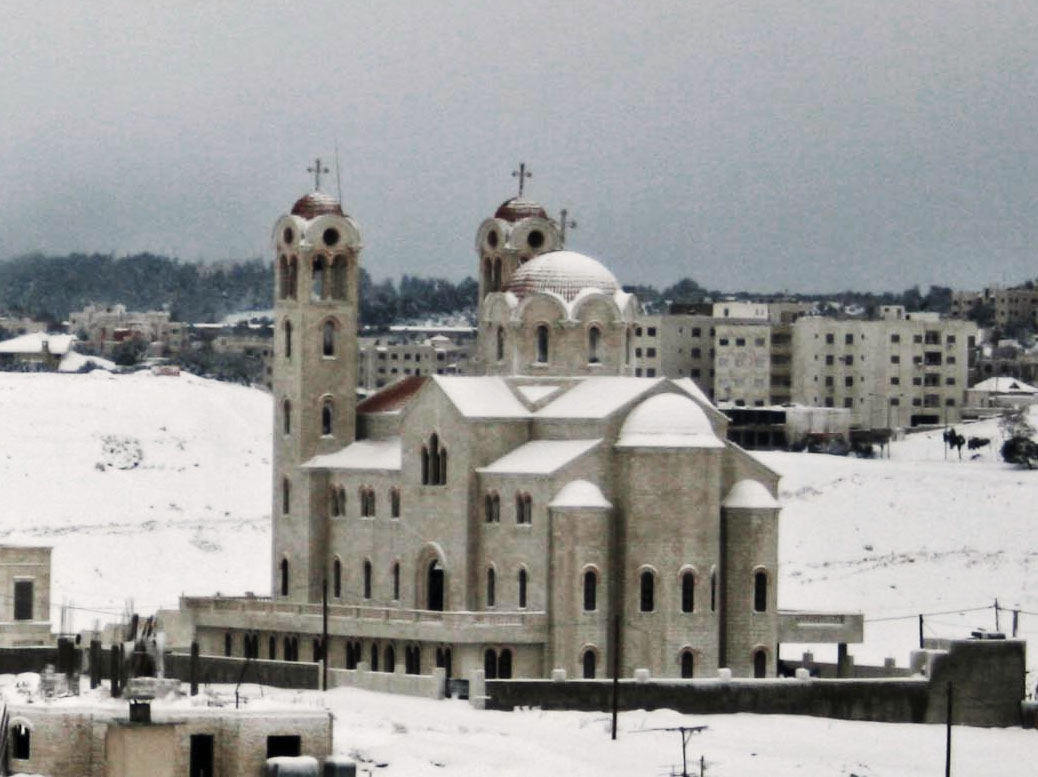
Amman, Jordània.
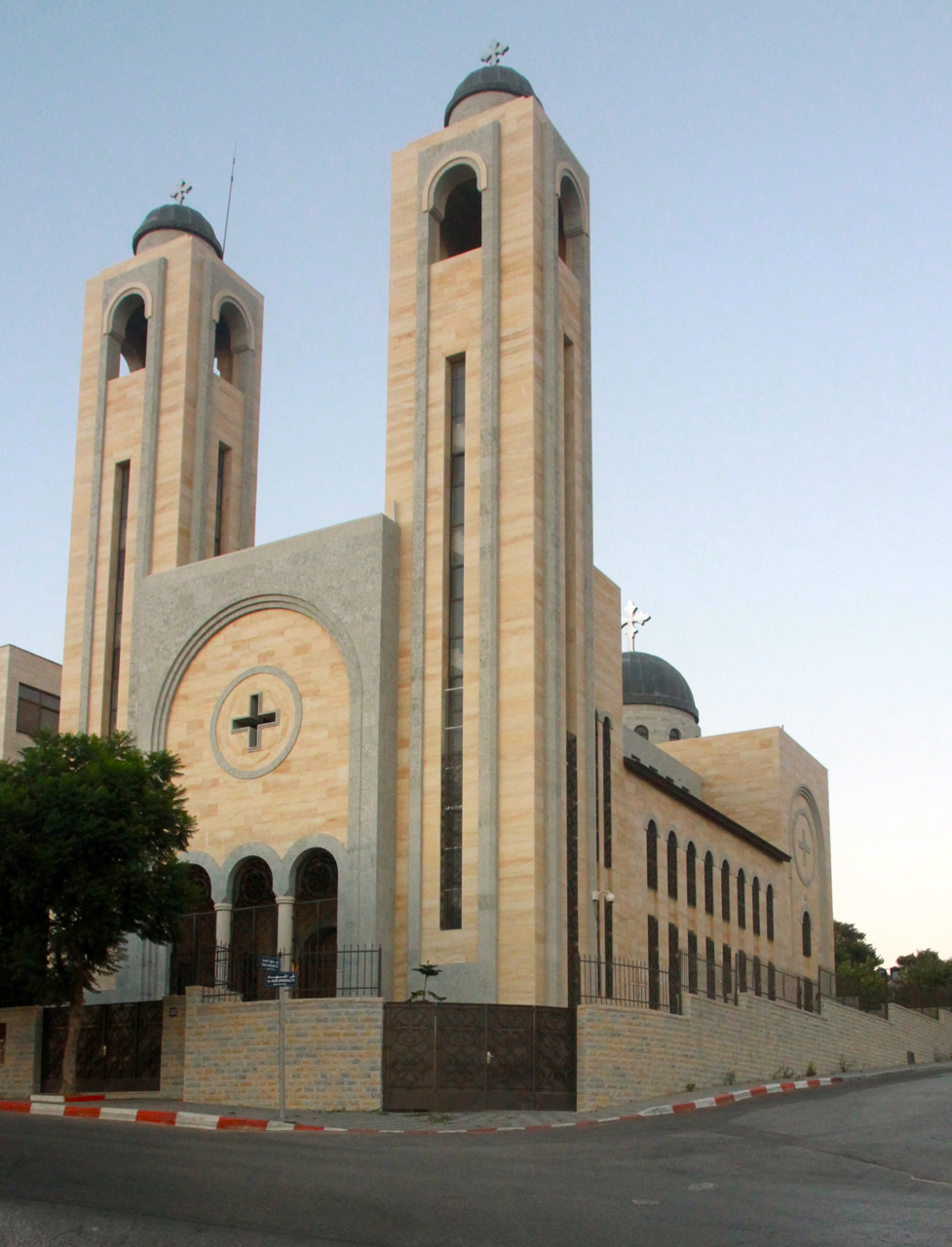
Ramallah, Israel.
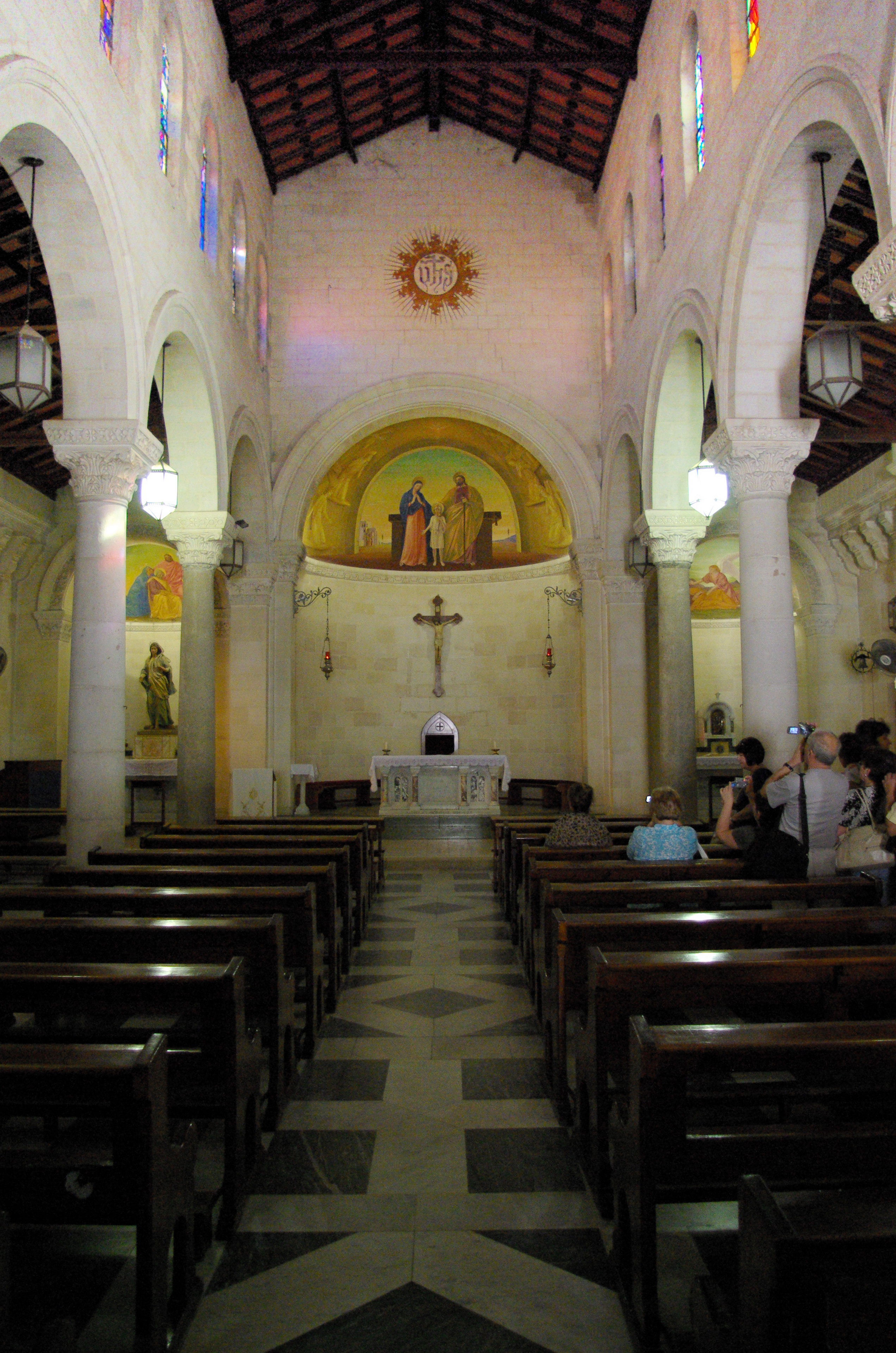
Natzaret, Israel.
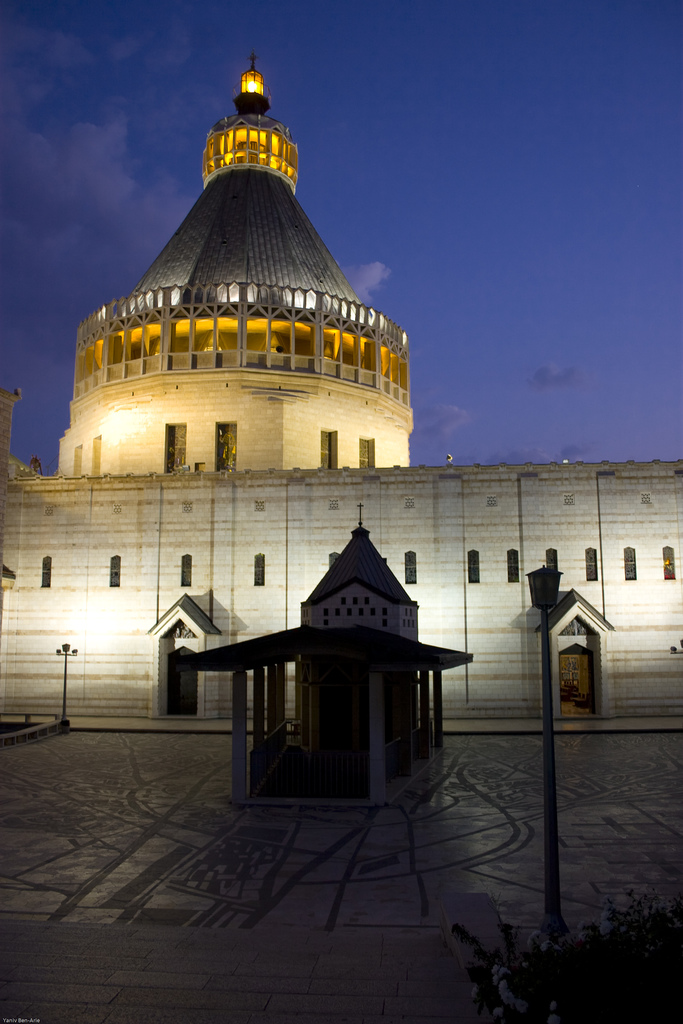
Natzaret, Israel.
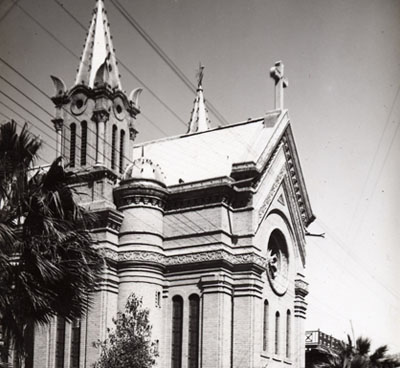
Bagdad, Iraq.
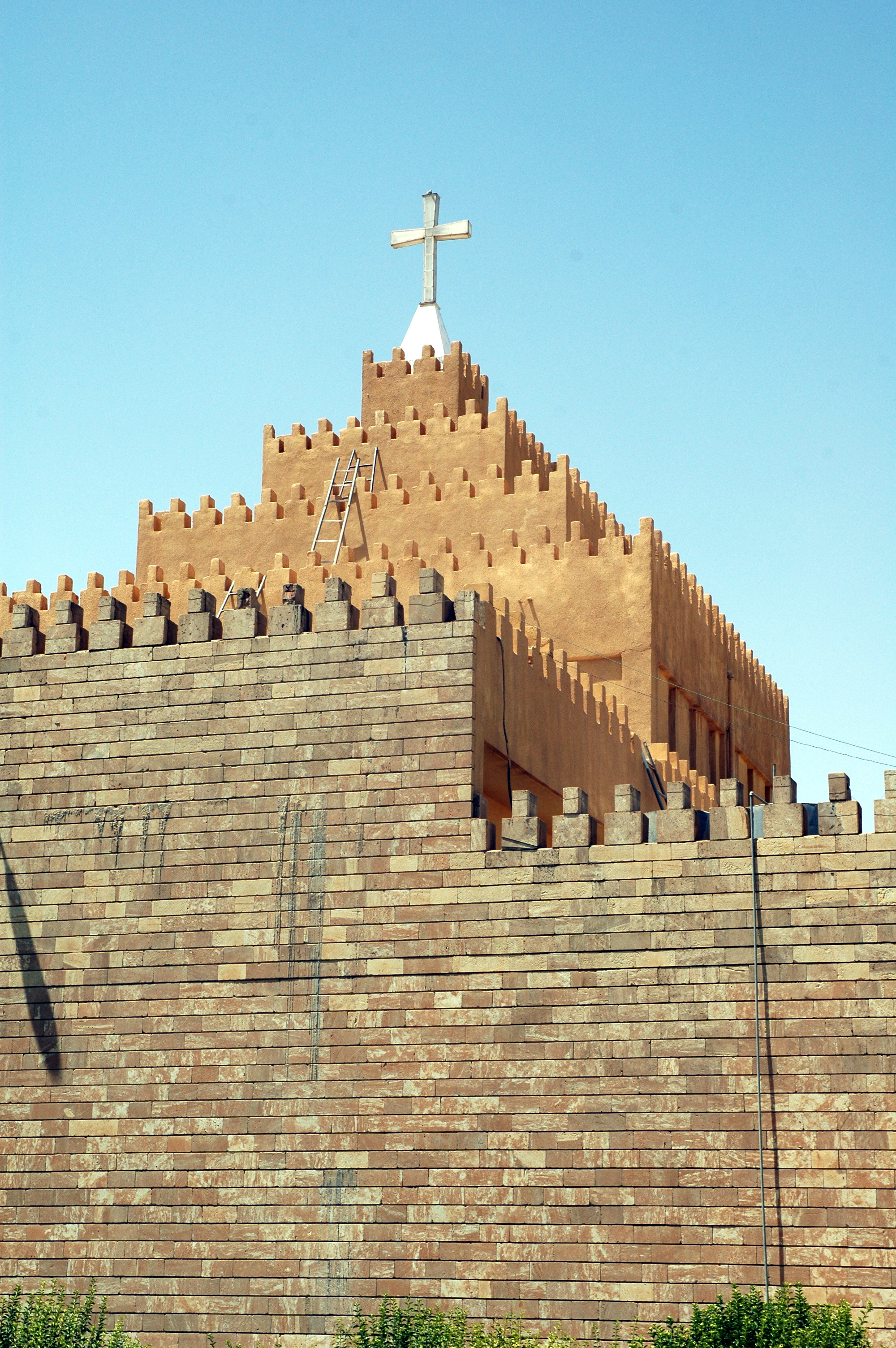
Erbil, Iraq.
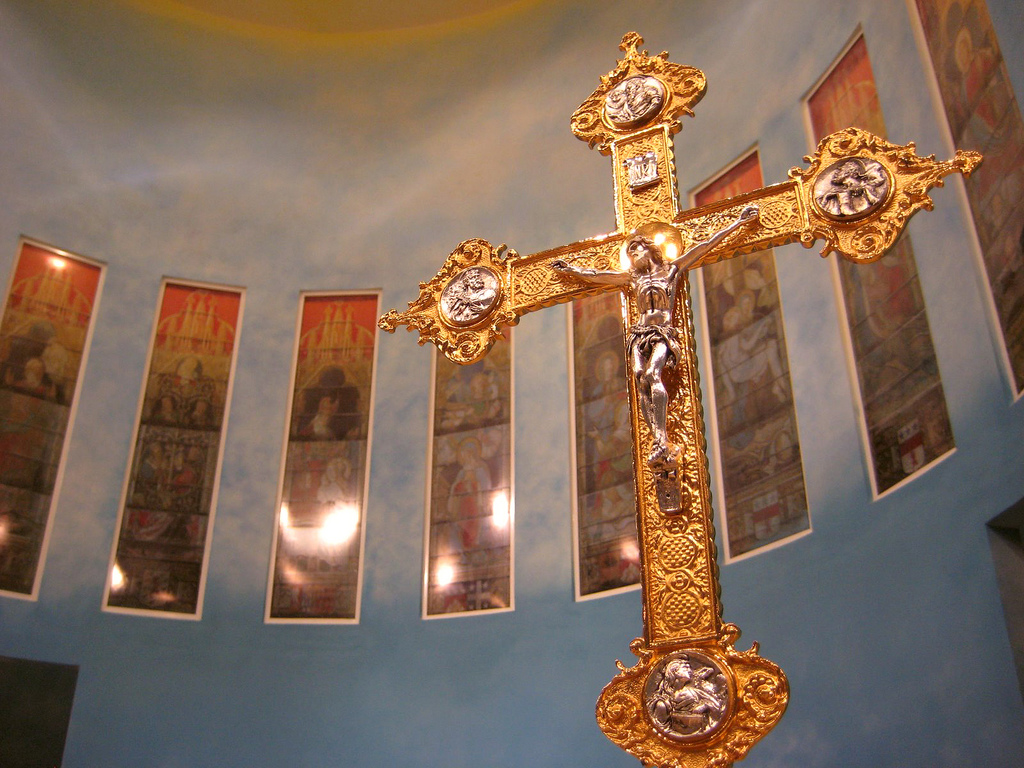
Doha, Qatar.
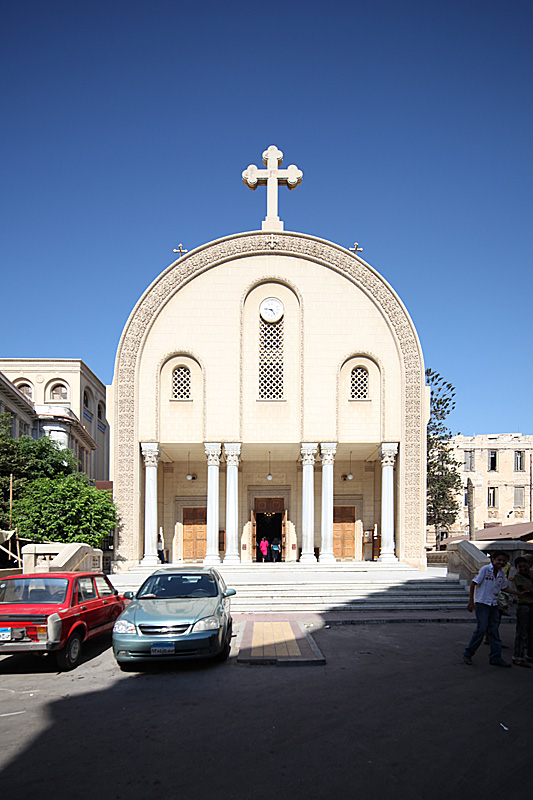
Alexandria, Egipte.
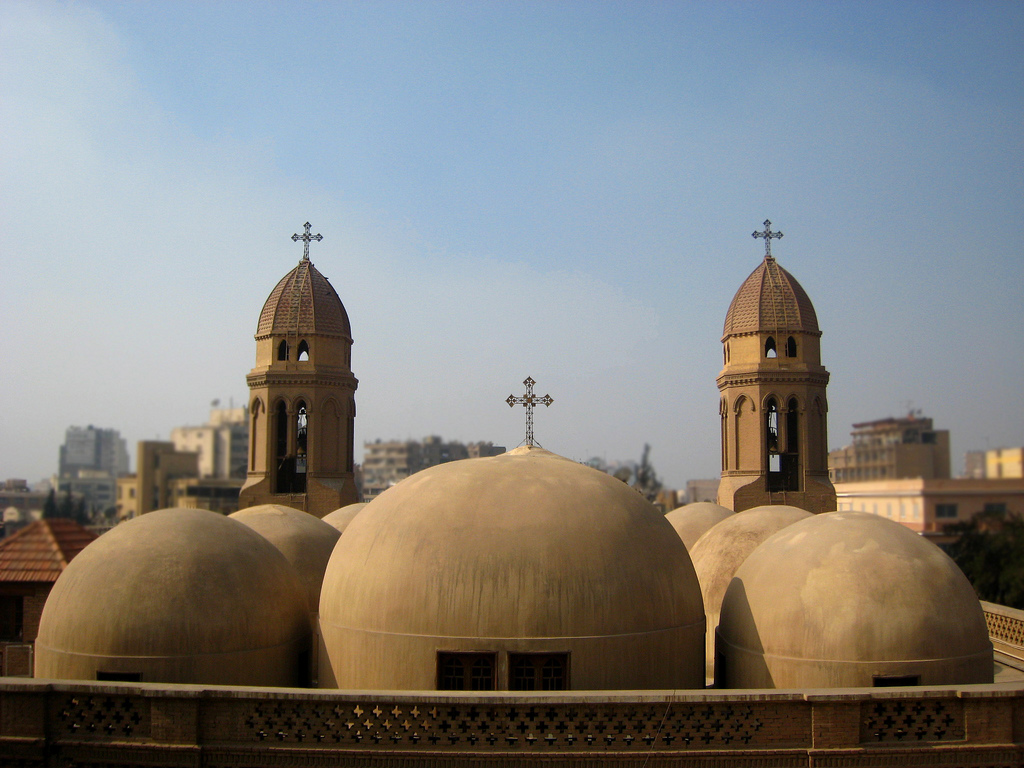
El Caire, Egipte.
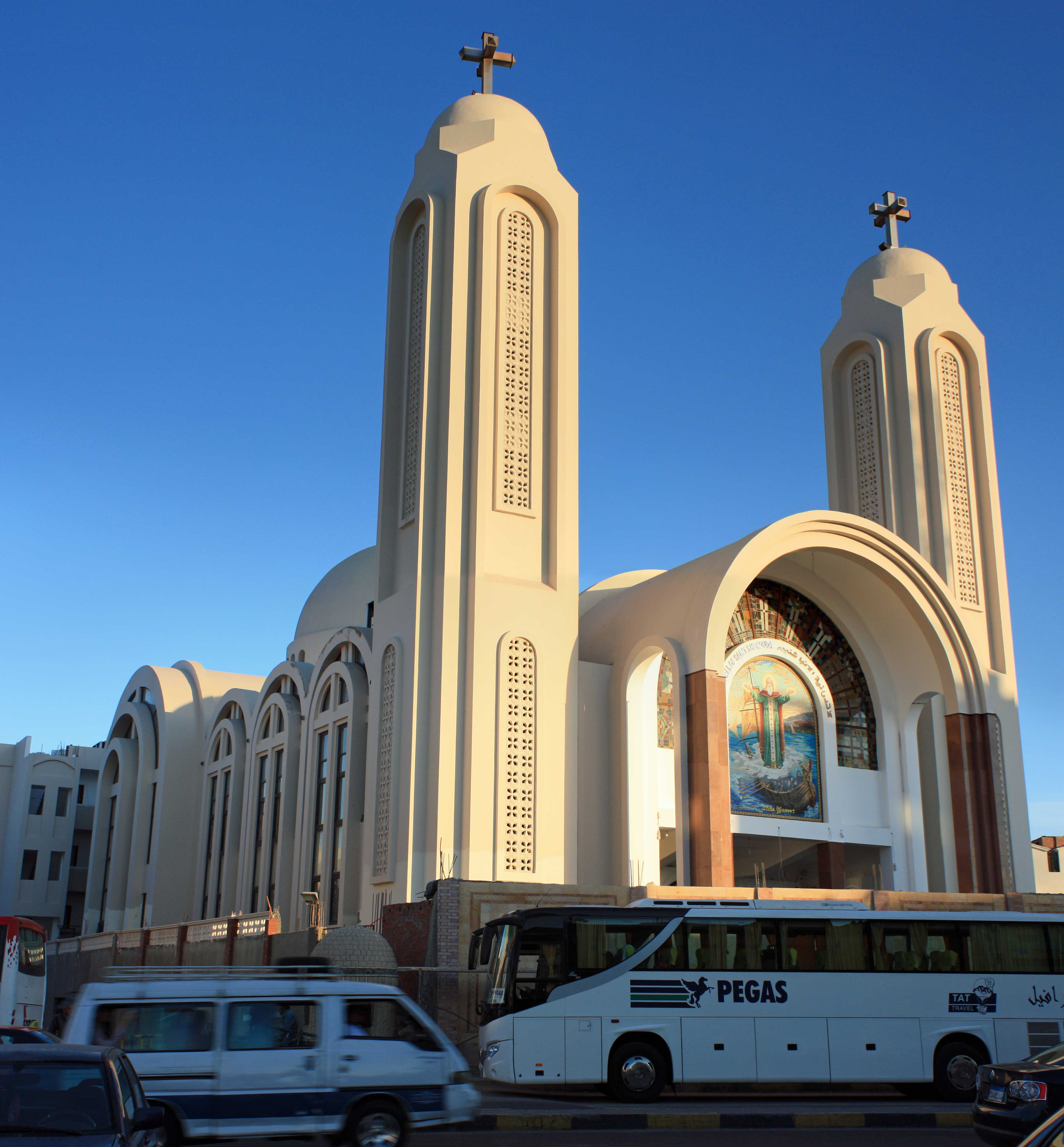
Hurghada, Egipte.
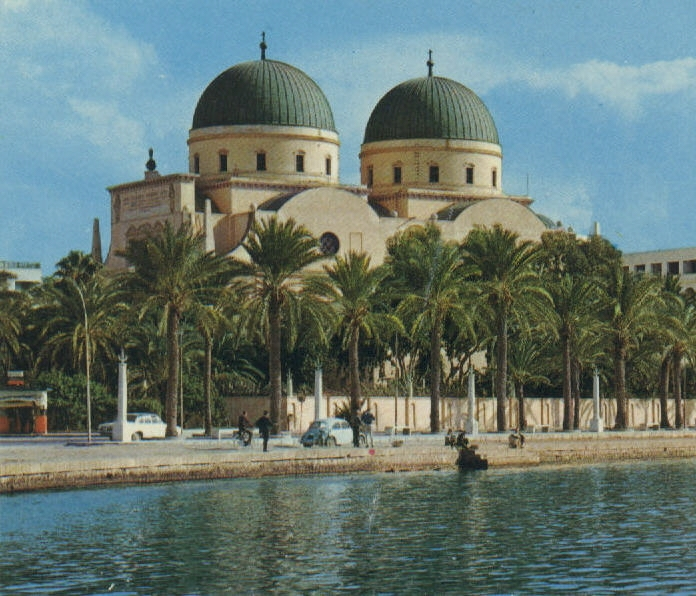
Bengazi, Líbia.
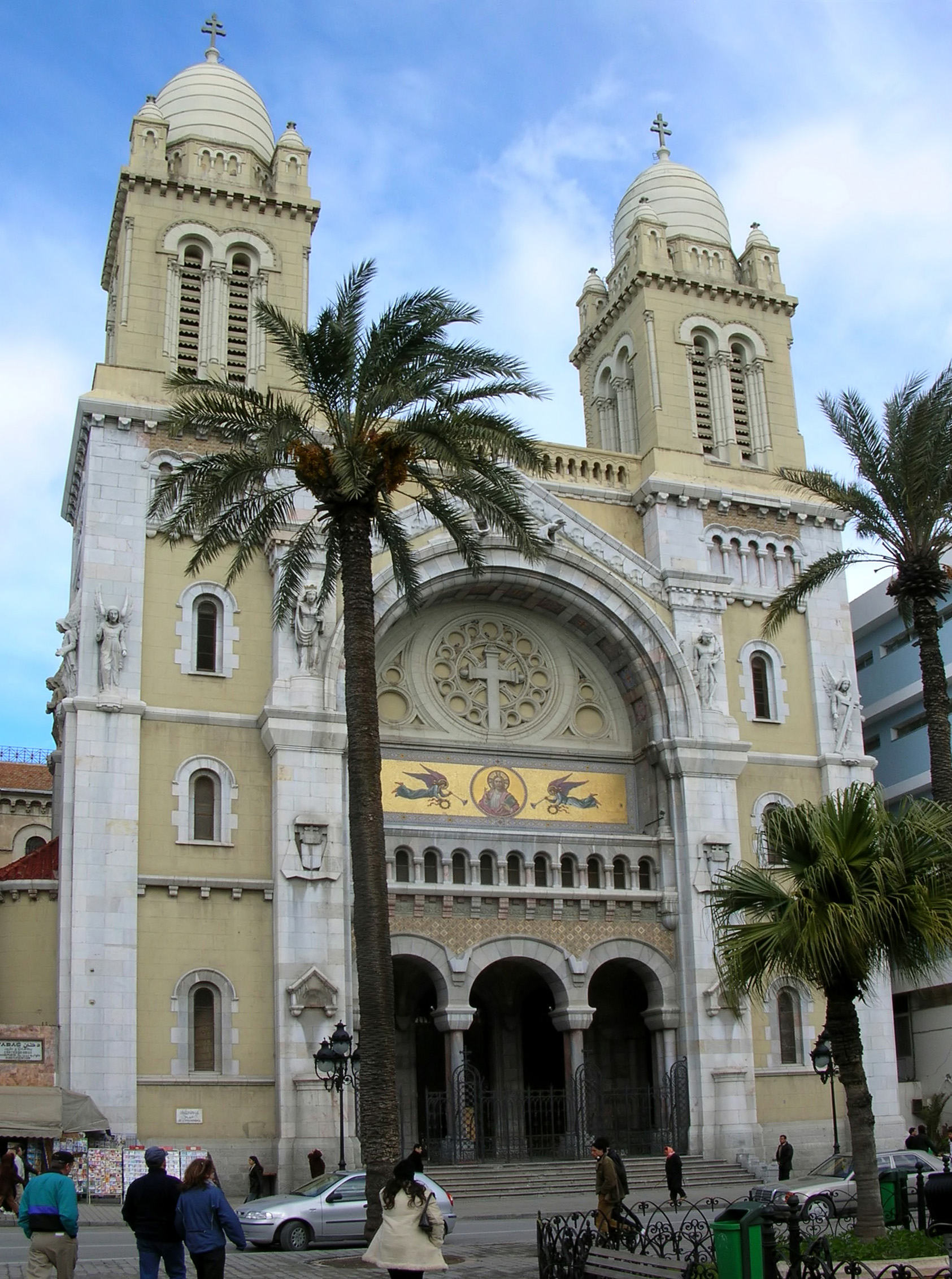
Tunis, Tunísia.
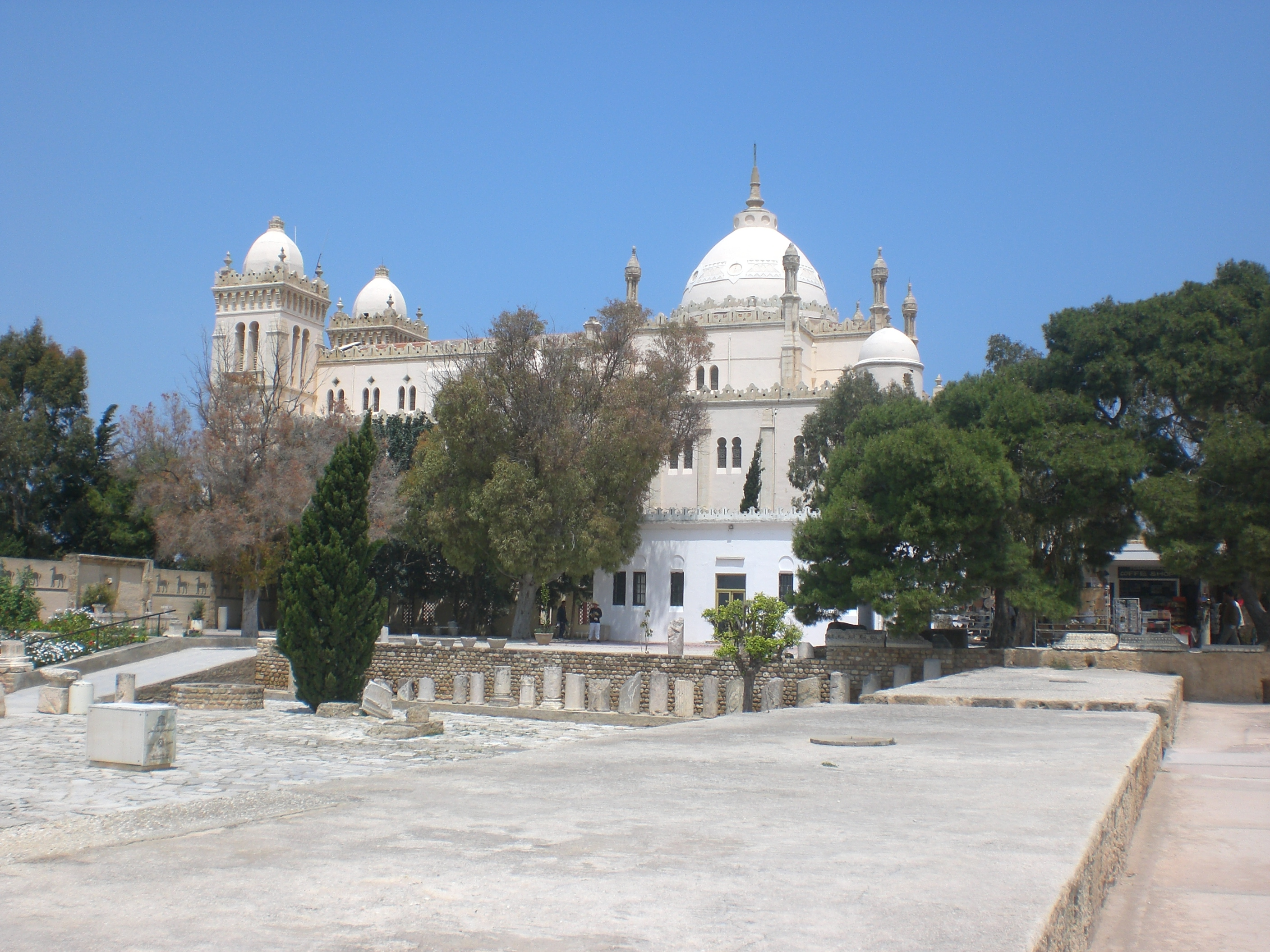
Cartago, Tunísia.
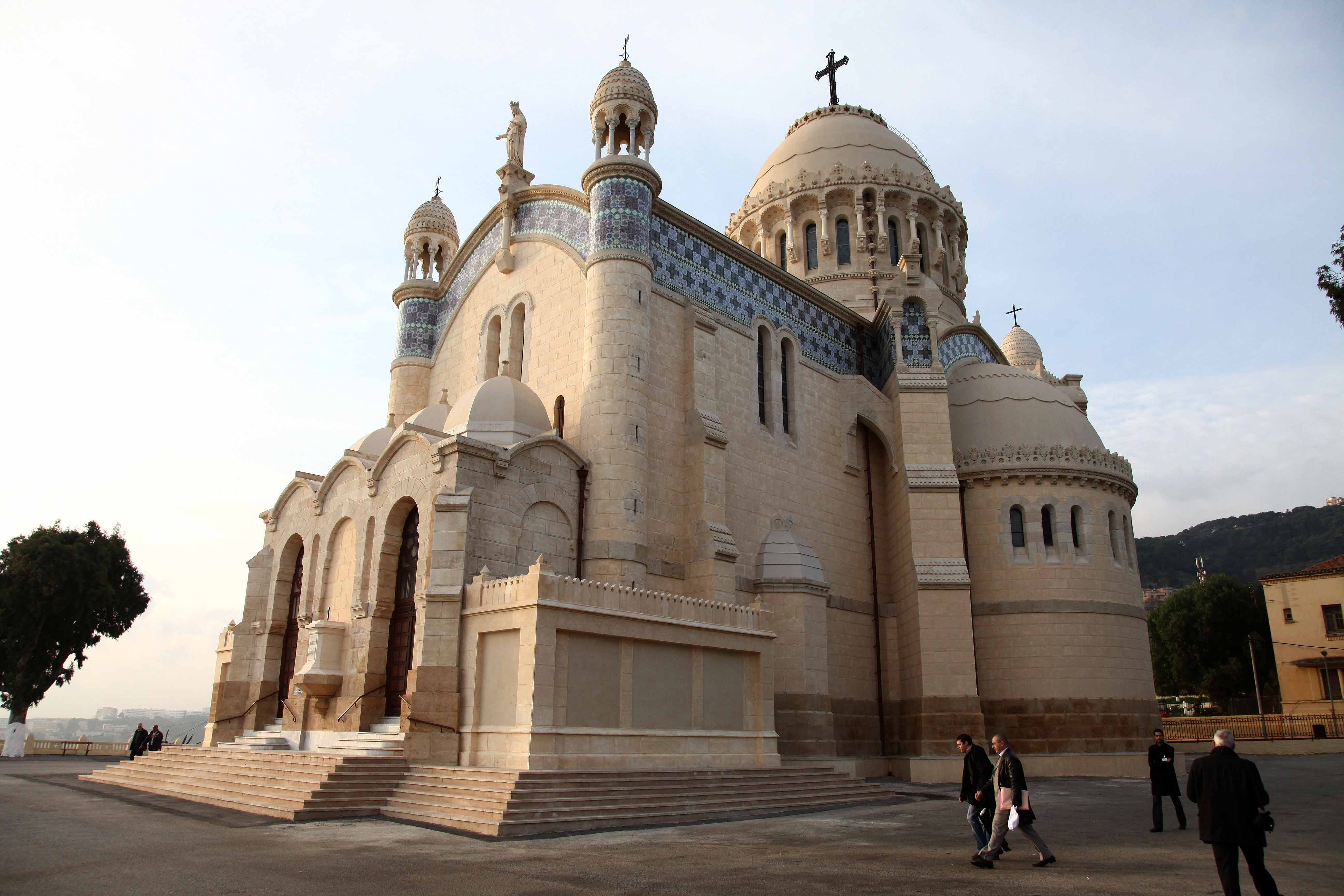
Alger, Algèria.
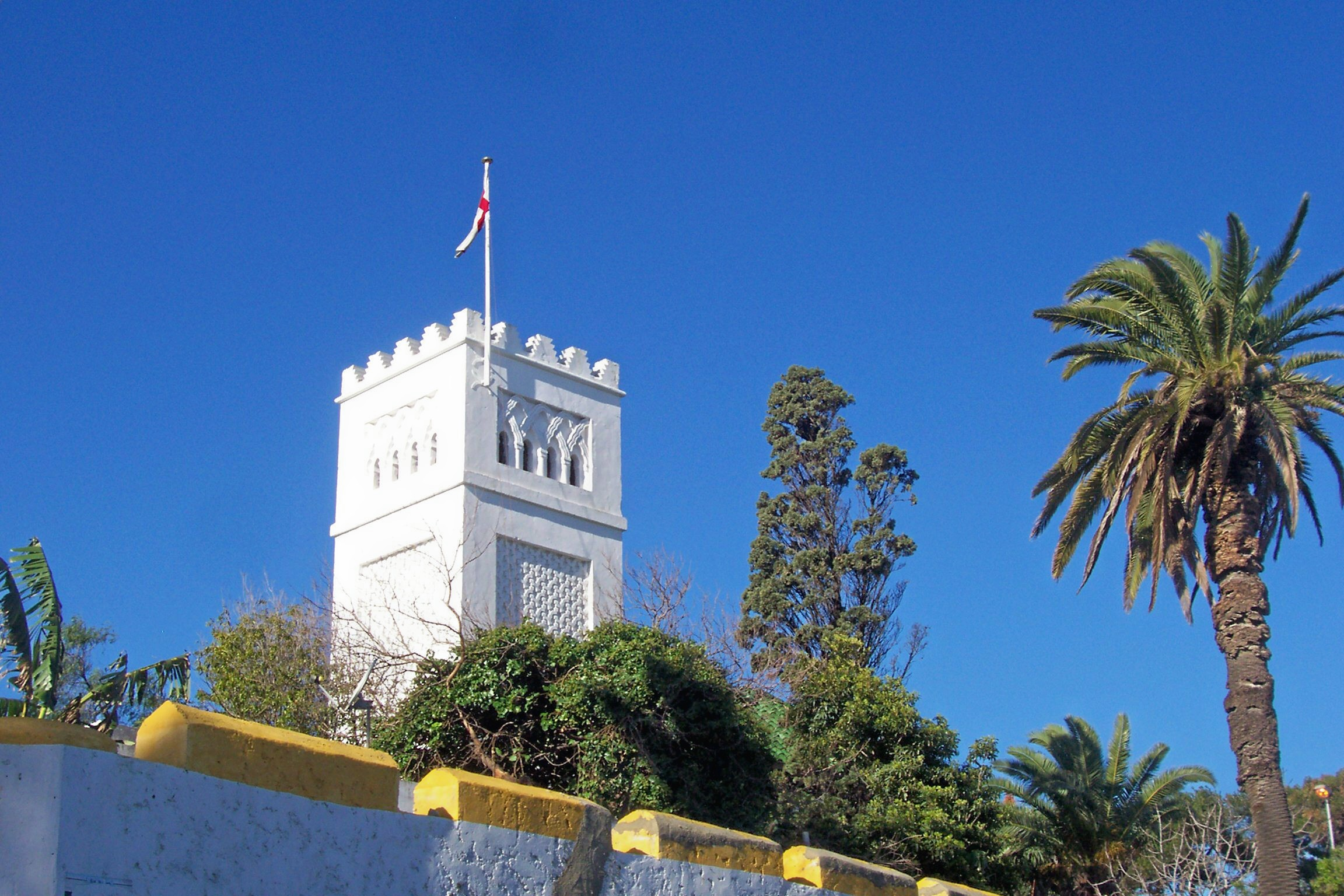
Tànger, Marroc.